# 羽毛越桔
羽毛越桔（学名：Vaccinium lanigerum）为杜鹃花科越桔属下的一个种。

## 扩展阅读
- 維基物種上的相關：羽毛越桔